# 피에르 빌뇌브
피에르샤를장바티스트실베스트르 드 빌뇌브(Pierre-Charles-Jean-Baptiste-Silvestre de Villeneuve, 1763년 12월 31일 ~ 1806년 4월 22일)는 프랑스 혁명 전쟁과 나폴레옹 전쟁 당시의 프랑스의 군인이다.
프랑스 해군에 들어가 1793년 함장, 1796년에 해군 소장이 되었다. 나폴레옹의 이집트 원정 때 함대를 지휘했고 1798년 8월 1일에 나일 해전에서 그의 기함 '기욤텔호'는 '제네리호'와 함께 유일하게 살아남아 도망쳤다.
그 후 빌뇌브는 1805년에 영국을 침공하라는 명령으로 프랑스와 스페인 함대를 이끌고 3월에 톨롱을 출발해 6~7월에 스페인 엘페롤에서 영국의 로버트 칼더 경의 소함대와 지겨운 싸움으로 시간을 낭비했고 나폴레옹이 영불 해협에 모이라고 명령을 했으나 명령을 무시하고 카디스 항으로 가면서 나폴레옹의 작전이 무산, 1805년 10월에 트라팔가르 해전에서 허레이쇼 넬슨의 영국 함대에 대패하고 포로로 잡혔다.
포로가 된 빌뇌브는 곧 석방되었으나 프랑스 렌의 한 여관에서 나폴레옹이 자신의 대한 실망이 큰 것을 알고 자살했다.